# Stazione di Raddusa-Agira
La stazione di Raddusa-Agira è una stazione ferroviaria posta sulla linea Palermo-Catania. Sita nel territorio comunale di Assoro, in località Cuticchi, prende il nome dai comuni limitrofi di Raddusa e di Agira. È attualmente in uso solo come posto di movimento.

## Storia
La stazione, in origine denominata "Raddusa", situata sulla linea ferroviaria tra Catania ed Enna, venne inaugurata il 27 giugno 1870 e nell'ottobre dello stesso anno fu collegata alla stazione di Pirato in concomitanza con l'apertura della successiva tratta ferroviaria.
Il 1º settembre 1908 assunse la denominazione di "Raddusa-Agira".
La stazione fu importante nel passato perché al servizio dell'industria zolfifera e come scalo agricolo per il carico di grano e cereali. Dalla stazione nella quale erano presenti strutture di carico, scarico e magazzinaggio, i Magazzini Cuticchi, partiva anche una piccola ferrovia industriale per il bacino minerario di Sant'Agostino. Verso la fine degli anni trenta venne trasformata in Assuntoria in conseguenza della trasformazione a Dirigenza unica dell'intera linea ferroviaria. Fino agli anni sessanta, dato che aveva l'interscambio con autobus per le località servite di Raddusa e di Agira, vi fermavano molte categorie di treni viaggiatori compresi alcuni diretti nonostante il traffico viaggiatori fosse modesto. A partire dagli anni settanta la stazione ha perso del tutto importanza, in seguito è stata completamente impresenziata ed esercita in telecomando DCO e non vi fermano treni se non per motivi di servizio.

## Strutture e impianti
La stazione di Raddusa-Agira è ubicata a fianco della strada statale 192 a poca distanza dal fiume Dittaino. Consta di un binario di corsa, di due binari di incrocio e di precedenza ed alcuni binari tronchi in disuso per servizio merci e ricovero. Adiacenti alla stazione alcuni fabbricati civili con bar e posto di ristoro. È posta a notevole distanza dalle due città di Agira e di Raddusa e pertanto in atto non svolge altra funzione che quella relativa alla circolazione dei treni.